# Aeroporto di Vitoria
L'Aeroporto di Vitoria (IATA: VIT, ICAO: LEVT) è un aeroporto spagnolo situato nei Paesi Baschi; vicino alla cittadina di Vitoria.

## Compagnia aerea e destinazioni passeggeri
Nel 2005 Ryanair ha iniziato i voli giornalieri dall'aeroporto di Londra Stansted e negli anni successivi dall'aeroporto Internazionale di Dublino. Sulla rotta di Stansted hanno volato 110.000 passeggeri in 15 mesi mentre sulla rotta di Dublino hanno volato 21.000 persone in 9 mesi. La compagnia aerea ha lasciato l'aeroporto nell'ottobre 2007. Anche la Helitt Líneas Aéreas ha lasciato l'aeroporto a gennaio 2013. Ciò ha comportato una limitazione delle operazioni programmate per la stagione estiva. Nell'operativo summer 2023, da Vitoria risultano attivate 12 destinazioni: Malaga, Siviglia, Alicante, Valencia, Santiago de Compostela, Lisbona, Porto, Paris CDG, Bruxelles Charleroi, Milano Orio, Colonia-Bonn, Lipsia.